# Xestopyrguloides
Xestopyrguloides is een uitgestorven geslacht van weekdieren uit de klasse van de Gastropoda (slakken).

## Soort
- Xestopyrguloides heldreichii (Fuchs, 1877) †